# Comuna Ceapliivka, Șostka
Ceapliivka (în ucraineană Чапліївка) este o comună în raionul Șostka, regiunea Sumî, Ucraina, formată din satele Ceapliivka (reședința) și Lușnîkî.

## Demografie
Componența lingvistică a comunei Ceapliivka
     Ucraineană (98,22%)
     Rusă (1,73%)
Conform recensământului din 2001, majoritatea populației comunei Ceapliivka era vorbitoare de ucraineană (98,22%), existând în minoritate și vorbitori de rusă (1,73%).